# Distrito de Gurdaspur
Gurdaspur (en punyabí: ਗੁਰਦਾਸਪੁਰ ਜ਼ਿਲਾ) es un distrito de la India en el estado de Punyab. Código ISO: IN.PB.GU.
Comprende una superficie de 3570 km².
El centro administrativo es la ciudad de Gurdaspur.

## Demografía
Según censo 2011 contaba con una población total de 2 299 026 habitantes, de los cuales 1 086 031 eran mujeres y 1 212 995 varones.

## Localidades
- Dhariwal